# علي العيد
علي العيد (بالإنجليزية: Ali Al-Eid)‏؛ مواليد 17 يوليو 1997 في ، السعودية، هو لاعب كرة قدم سعودي .

## مسيرة اللاعب
لعب سابقاً لنادي الفتح ونادي الروضة.